# Palazzo delle Poste (Vérone)
Le Palazzo delle Poste est un bâtiment civil situé dans le centre historique de Vérone et conçu dans les années 1920 par l'architecte Ettore Fagiuoli.

## Histoire
En 1913, le Comité pour la construction du nouveau bâtiment de la poste à Vérone s'est réuni pour la première fois et, par l'intermédiaire du maire Eugenio Gallizzioli, a communiqué l'urgence de concevoir ce bâtiment public à Vérone au ministre des Postes de l'époque, Teobaldo Calissano.
En 1919, le projet est confié à l'architecte Ettore Fagiuoli mais se heurte à la ferme opposition d'universitaires et d'intellectuels véronais, opposés à la construction de l'édifice, qui aurait entraîné le démantèlement inévitable de l'ancien jardin Scaliger et des bâtiments médiévaux adjacents. Néanmoins, le premier des trois projets de Fagiuoli fut présenté en novembre 1922 : il prévoyait un bâtiment classique qui rappelait les thèmes de l'architecture florentine de la Renaissance et qui, de plus, était orné de statues et de bas-reliefs. Cette première ébauche a été suivie d'une plainte signée par le président de l'Académie d'agriculture adressée au maire de Pontedera, dans laquelle la construction du bâtiment était critiquée et la valeur monumentale et paysagère du jardin était défendue. Cependant, les travaux se poursuivent et avec le second projet, achevé en janvier 1923, il est décidé de se tourner vers le goût maniériste et néoclassique. Cependant, cette deuxième tentative a été rejetée par le ministère des Travaux publics car jugée peu fonctionnelle d'un point de vue architectural. Dans les premiers mois de 1924, Fagiuoli acheva le troisième et définitif remaniement du bâtiment, inspiré cette fois par un style de transition entre la Renaissance classique et le style baroque, dans la lignée des palais véronais de Gran Guardia, Canossa et Carlotti .
Malgré les polémiques et les oppositions, les travaux débutent entre 1924 et 1925, même si le Palazzo delle Poste e Telegrafi est achevé au début des années 1930. Sur le côté gauche du bâtiment était apposée une plaque en latin qui disait : « aedes vrbis ornamento atque commodo more romano constrvctae per qvas in orbem ex orbe nvntii celerivs ferventvr a.d. mcmxxx viii a re pvblica restitvta civibvs perfectae patvervnt.
Au fil des ans, plusieurs modifications ont été apportées au bâtiment, notamment l'élévation du troisième étage en 1969 et la restauration de la façade extérieure en 1990. N'étant plus utilisé comme bâtiment postal public, le bâtiment a été réaménagé en 2019 par une société immobilière et destiné à des appartements privés.

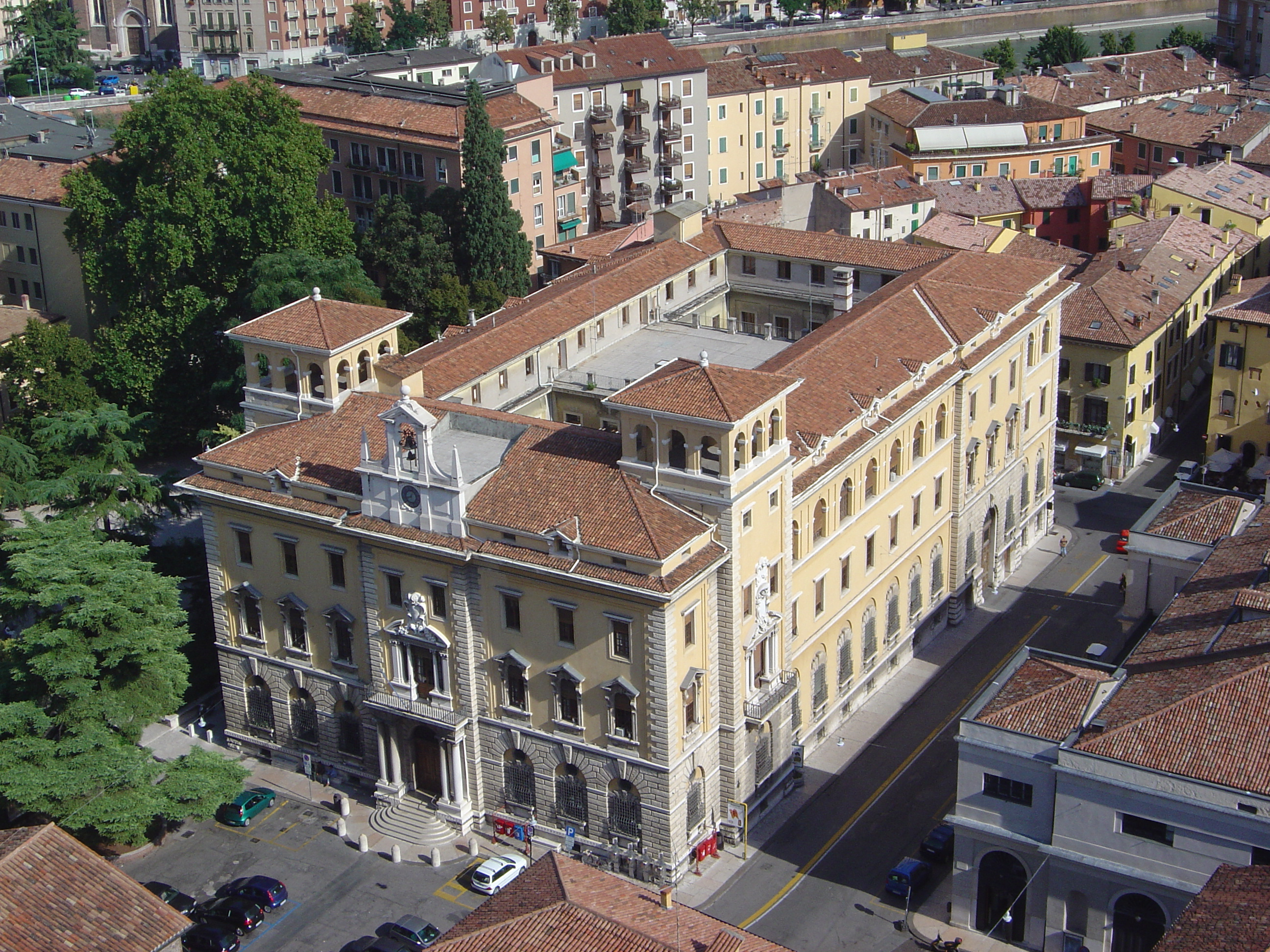
Le palais photographié depuis la Tour des Lamberti.

## Source de traduction
- (it) Cet article est partiellement ou en totalité issu de l’article de Wikipédia en italien intitulé « Palazzo delle Poste (Verona) » (voir la liste des auteurs).